# Дабовић
Дабовић је српско презиме. Познати људи са овим презименом су:
- Ана Дабовић (1989), кошаркашица
- Дејан Дабовић (1944–2020), ватерполиста
- Милица Дабовић (1982), кошаркашица
- Севастијан Дабовић (1863–1940), монах и мисионар